# 1632 (bog)
1632 er en roman af den amerikanske forfatter Eric Flint, der blev udgivet 2000. Det er den første bog i en serie af bøger, der foregår i et alternativ historie-univers. Den handler om en lille amerikansk by med 3000 indbyggere, der bliver sendt tilbage i tiden til maj 1631 i Det tysk-romerske Rige under trediveårskrigen.
| Bog | Spire Denne artikel om bøger og tidsskrifter er en spire som bør udbygges. Du er velkommen til at hjælpe Wikipedia ved at udvide den. |